# Pijnacker-Nootdorp
Pijnacker-Nootdorp – gmina w Holandii, w prowincji Holandia Południowa. Gmina powstała w 2002 roku z połączenia gmin Pijnacker i Nootdorp. Na terenie gminy leży także miejscowość Delfgauw.